# Rasa de Tracs
La Rasa de Tracs és un torrent afluent per la dreta de la Rasa de l'Alzina, al Solsonès.

## Descripció
Neix al Bosc de Tracs dins el terme municipal de Llobera. Des del seu inici pren la direcció predominant cap a l'est, passa a uns 200 metres al nord dels Tracs i els seus últims 300 metres del seu curs els fa regorrent una fondalada coneguda amb el nom del Clot de Tracs

## Termes municipals que travessa
Des del seu naixement, la Rasa de Tracs passa successivament pels següents termes municipals.
|                                        | Longitud (en m.) | % del recorregut |
| -------------------------------------- | ---------------- | ---------------- |
| Per l'interior del municipi de Llobera | 101              | 7,32%            |
| Per l'interior del municipi de Riner   | 1.278            | 92,68%           |

## Perfil del seu curs
| Recorregut (en m.) | Altitud (en m.) | Pendent' |
| ------------------ | --------------- | -------- |
| 0                  | 790             | -        |
| 250                | 765             | 10,0%    |
| 500                | 751             | 5,6%     |
| 750                | 743             | 3,2%     |
| 1.000              | 732             | 4,4%     |
| 1.250              | 721             | 4,4%     |
| 1.361              | 716             | 4,5%     |

## Xarxa hidrogràfica
La xarxa hidrogràfica de la Rasa de Tracs està integrada per un total de 3 cursos fluvials dels quals 2 són subsidiaris de 1r nivell. La totalitat de la xarxa suma una longitud de 2.563 m.